# Leptoseris solida
Leptoseris solida là một loài san hô trong họ Agariciidae. Loài này được Quelch mô tả khoa học năm 1886.